# Alessandra Bernardi
Alessandra Bernardi (* 1967 in Triest) ist eine italienischstämmige Autorin.

## Leben
Nach Angaben des Neuen Europa Verlags wurde Alessandra Bernardi 1967 in Triest geboren und schreibt in verschiedenen Genres. Sie lebt mit ihrem Mann und zwei Kindern in der Nähe von Venedig.

## Werke
Trotz der Angaben ihres Verlags, Bernardi schreibe in verschiedenen Genres, ist nach Angaben der Deutschen Nationalbibliothek bislang nur der historische Roman Die Tochter des Dogen unter diesem Namen erschienen. Möglicherweise schreibt sie andere Genres unter Pseudonym. Eine andere Erklärungsmöglichkeit wäre, dass Alessandra Bernardi ein Pseudonym ist und ihre anderen Werke unter ihrem richtigen Namen erschienen sind.
Die Tochter des Dogen erschien Ende 2006 und wird vom Verlag als ihr erster historischer Roman bezeichnet. Der Roman erschien als Hardcover im Neuen Europa-Verlag Leipzig. Nach schleppenden Verkäufen, die die Autorin auf ihrer Website vor allem darauf zurückführt, dass der Verlag das Veröffentlichungsdatum mehrmals verschoben hatte und das Buch schließlich zu Weihnachten trotz mehrerer Ankündigungen nicht im Handel war, erwarb Weltbild die Taschenbuchrechte. Das Buch kam zum Preis von 4,95 Euro Anfang 2007 erneut in den Handel. Dieses Mal zogen die Verkäufe rasch an und führten zu einem erhöhten Interesse von Medien und Verlag an der Autorin. Wie die Autorin auf ihrer Homepage ankündigte, schreibt sie bereits an weiteren Italienromanen.
Die Tochter des Dogen ist ein historischer Liebesroman. Die Titelheldin verliebt sich in den Gegenspieler ihres Vaters, des Dogen von Venedig, und ist hin- und hergerissen zwischen ihrer Liebe zu ihrem Vater und der Liebe zu diesem Mann.